# Monastère Saint-Alexandre-Nevsky de Kolyvan
Le monastère de l'Intercession et de Saint-Alexandre-Nevsky, en russe Покровский Александро-Невский монастырь, est un monastère orthodoxe russe situé à Kolyvan, dans l'oblast de Novossibirsk, en Russie. Il abrite actuellement 35 religieuses. Il fait partie de l'éparchie (diocèse orthodoxe) de Novossibirsk et de Berdsk. Il fut construit grâce aux efforts de l'évêque orthodoxe de Novossibirsk et de Barnaoul Tikhon. Celui-ci choisit Kolyvan pour la dimension significative que ce lieu avait en Sibérie, et qui fêtait ses deux cents ans.

## Icônes
- saint Alexandre Nevsky
- Mère de Dieu du mont Athos
- saints Innocent d'Irkoutsk, Tikhon de Moscou, Luc de Simféropol
- vénérables Silouane et Gabriel du mont Athos
- bienheureux Ioann de Toula
- autres

## Histoire
En 1991, Alexis II, patriarche de Moscou et de toutes les Russies, est en visite en Sibérie. Il se rend à Kolyvan, le 16 mai, fête de l'Ascension dans le calendrier julien. Il pose la première pierre du monastère et consacre une croix de bois.
L'évêque Mgr Tikhon, arrivé en 1990, avait déjà rendu visite aux paroissiens de Kolyvan, dont la paroisse (dans un autre lieu de culte) n'avait pas été fermée, malgré des pressions administratives dans les années 1960.
L'église avait été construite dans les années 1880, dans un style éclectique grâce aux dons de Kirill Krivtsov, marchand de la seconde guilde de Kolyvan et consacrée en 1887 par l'évêque Isaac de Tomsk, comme église vouée à saint Alexandre Nevsky, après l'attentat qui coûta la vie à Alexandre II, le 1er mars 1881. Le village n'avait jusqu'alors qu'une église devenue trop petite.
L'église était chauffée par 5 poêles hollandais et son iconostase coûta 3 000 roubles. Son clocher mesure 27m. En 1890, le marchand Jernakov lui adjoignit une école paroissiale qu'il fit construire.
L'église fut fermée par le soviet local en 1934, mais rouvrit sur demande des paroissiens en 1946, au moment où Joseph Staline, après la guerre, voulait prétendre à une certaine détente avec l'Église russe. Cependant, à l'époque de Khrouchtchev, une nouvelle vague de répression eut lieu et l'église fut fermée en 1962. Laissée à l'abandon, sa coupole s'effondra en 1968 et l'église tomba en ruines. Le mobilier intérieur fut volé ou saccagé.
En 1990, à l'initiative du chef du raïon de Kolyvan, V. Nozdrioukhine, l'église fut rendue à l'Église orthodoxe de Russie et finalement restaurée en 1992. Quelque temps plus tard, la supérieure Mère Nadejda (Emerina) installa sa communauté.
Un monument commémorant la mort de 22 membres du soviet local assassinés par les habitants de Kolyvan, le 6 juillet 1920, se trouve sur le territoire du monastère.
Un second monastère féminin de l'éparchie de Novossibirsk, le monastère Saint-Michel-Archange, se situe dans le raïon d'Ordynskoïe, dans le village de Maloïrmenka, et regroupe 48 religieuses.

## Référence
- (ru) Cet article est partiellement ou en totalité issu de l’article de Wikipédia en russe intitulé « Александро-Невский Покровский монастырь » (voir la liste des auteurs).